# Vrsar

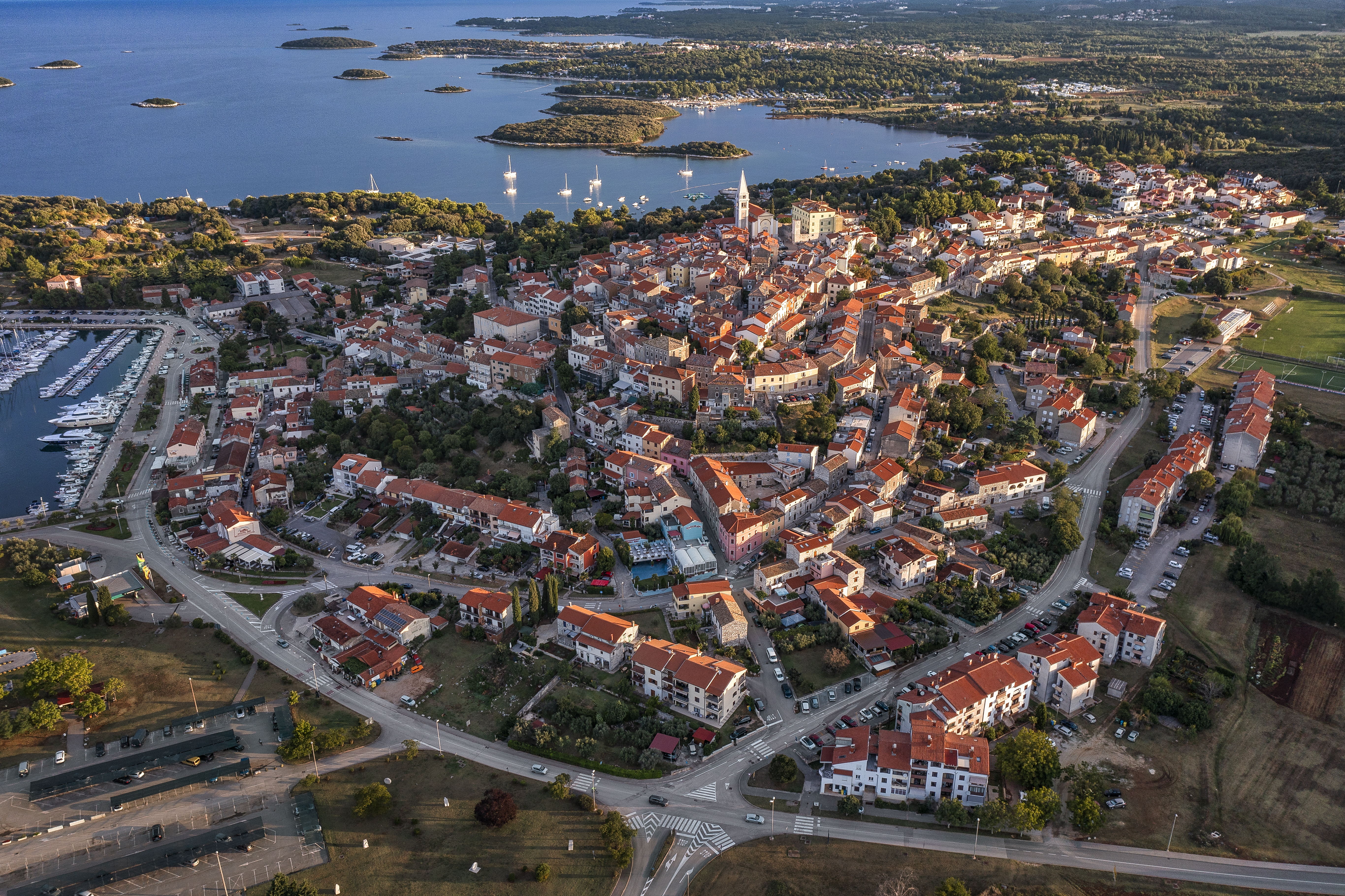
Vrsar au lever du Soleil. Aout 2021.

Vrsar (en italien : Orsera) est un village et une municipalité située dans le comitat d'Istrie, en Croatie. Au recensement de 2001, la municipalité comptait 2 703 habitants (en comptant les habitants de Funtana, une localité qui possède aujourd'hui le statut de municipalité), dont 75,47 % de Croates et le village seul comptait 1 872 habitants.

## Localités
En 2006, la municipalité de Vrsar comptait 9 localités :
- Begi
- Bralići
- Delići
- Flengi
- Gradina
- Kloštar
- Kontešići
- Marasi
- Vrsar

## Personnalités liées à Vrsar
- Le peintre Edo Murtic (1921-2005) y possédait son atelier d'été et séjourna régulièrement à Vrsar à partir de 1963.